# Canal de Seròs

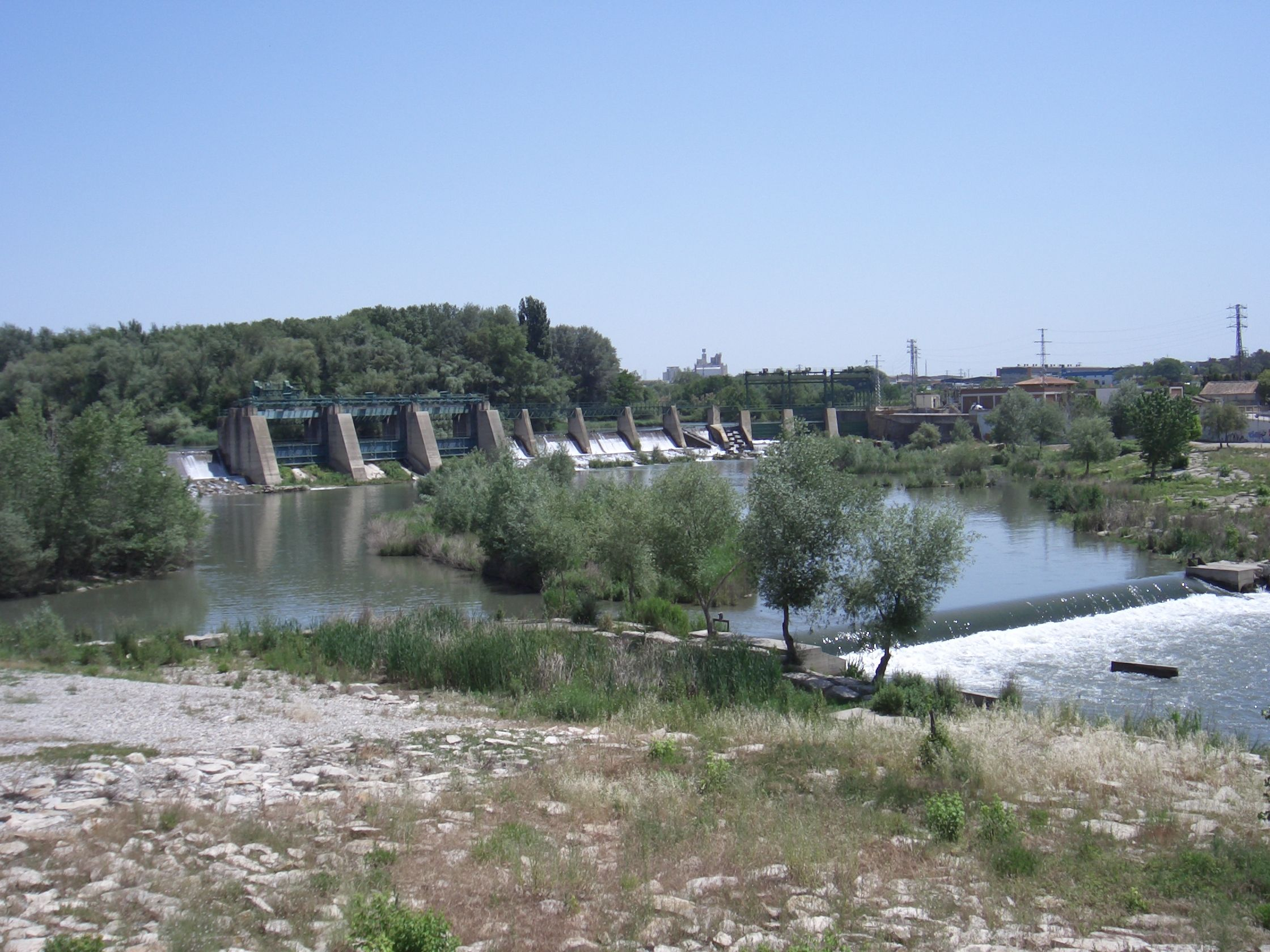
Partidor del Canal de Seròs a la Ciutat de Lleida, comarca del Segrià.

El Canal Industrial de Seròs és un canal per al transport d'aigua cap a una central hidroelèctrica. Es desvia l'aigua del Segre tot just abans que entra a la ciutat de Lleida al sud del Parc Municipal de la Mitjana, a la confluència del segre amb el canal de Balaguer, tot just després de la central hidroelèctrica de Lleida. Desemboca després de recórrer 24,51 km en la central hidroelèctrica al terme municipal d'Aitona.
Després de la central continua en un canal «lo Desaigüe» d'uns mil metres, i desguassa en el Segre que hi recupera tota la seva esplendor. Una infraestructura molt similar que finalitza a la ciutat de Lleida, pocs metres amunt de la captació del Canal de Seròs. Les dues centrals al Canal de Balaguer (Térmens i Lleida) i la del canal de serò tenen junts una capacitat de 68.000 kW d'electricitat.
El canal també serveix per a abastar d'aigua algunes de les poblacions que travessa com Torres de Segre i alimenta l'anomenada séquia de Torres al terme d'Albatàrrec, utilitzada pel reg agrícola.

## Elements constructius

### Les comportes

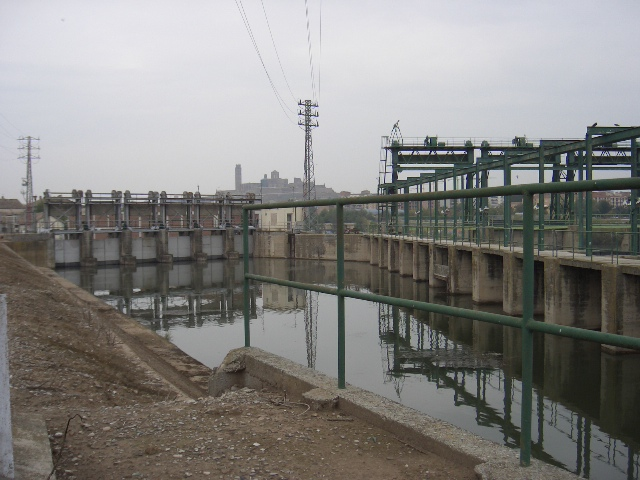
Comportes del Canal de Seròs a la Ciutat de Lleida, comarca del Segrià.

Aquest és el nom popular amb què es denomina la resclosa construïda per derivar l'aigua del riu. Es va construir aigües amunt de la ciutat i té una llargada de 387 m i 6 m d'alçada.
La concessió inicial preveia que la construcció de la resclosa s'havia de fer aigües avall de la ciutat però amb diverses contrapartides l'empresa constructora el va poder construir al lloc actual. Això va significar una pèrdua important de cabal del riu Segre al seu pas per Lleida, el que en fa un riu de flux molt laminar. Però no tot va ser negatiu, l'embassament que es va crear a causa de l'acumulació de fangs, graves i sorres, ha donat lloc un parc urbà anomenat La Mitjana, que l'any 1979 va ser declarat àrea d'interès natural.
La resclosa està dissenyada per derivar cap al canal 60 m³/s, i la resta lliurar-la al riu ja sigui per les sis comportes que permeten alliberar fins a 1000 m³/s o per damunt de la mateixa en cas d'avingudes més grosses.

### El canal de conducció
L'aigua derivada per la resclosa entra dins del canal, a través de sis comportes de regulació. La conducció fins a la central hidroelèctrica es pot dividir en dos trams, amb característiques constructives diferents.
Al primer tram comença al mateix riu i desemboca a l'embassament d'Utxesa. La secció d'aquest canal, com la majoria de canals de gran capacitat és trapezoïdal. Amb una profunditat de 5 m i una amplada al fons de 6 m i 18 a la superfície, té una longitud de 19,11 km. Com que té menor capacitat, 60 m³/s, és l'anomenat «canal petit». El pendent és de només 15 cm per quilòmetre. Aquesta secció varia una mica en funció del terreny, com per exemple al pas pel torrent de la Femosa, on el canal és una mica més ample però menys profund.
A partir de l'embassament d'Utxesa, la capacitat es duplica fins al 120 m³/s, se n'augmenta fins a 8,8 m de profunditat i mantenint l'amplada al fons de 6 metres, de 18 m en superfície. També s'augmenta el pendent passant a ser de 25 cm per quilòmetre. Aquest tram també anomenat «canal gran» té una longitud de 5,40 km.

### Pantà d'Utxesa
Entre el canal petit i el canal gran hi ha l'embassament d'Utxesa. Aquest embassament està format per dues parts: la formada per la inundació de les valls del Seca i de la Valleta, formant la part de l'embassament coneguda com la del Seca i la part coneguda com d'Utxesa que és la part inundada de la vall d'Utxesa. Per a construir-lo es van fer tres preses de terra, que van ser recobertes de pedra en la part interior per a evitar l'acció de l'erosió. Les dues primeres són a les valls del Seca i de la Valleta, de 360 i 125 m de longitud respectivament i d'aproximadament 17 d'alçada, i la més grossa de 28 m d'alçada i 350 m de longitud a la vall d'Utxesa.
L'embassament té una superfície de 272,3 ha i un perímetre de 19,5 km. Igual que el parc de la Mitjana la capacitat de l'embassament s'ha anat reduint per la sedimentació de fangs i el creixement de la vegetació, fet que ha fet passar d'una capacitat inicial de 10 hm³ als menys de 4 hm³ de l'actualitat.
Aquest embassament s'ha convertit en una important zona humida que és utilitzada com a hàbitat per moltes espècies aquàtiques i aus migratòries, fet que no ha passat desapercebut per la Conselleria de medi ambient que el declarà, el 23 d'octubre de 1990, com a Reserva Natural de Fauna Salvatge.

### Central hidroelèctrica
Al final del canal l'aigua entra en quatre canonades de 3 m de diàmetre i 90 m de llargària. Són fetes de planxa d'acer de 10 mm de gruix i condueixen l'aigua fins a les turbines a l'interior de l'edifici.
Les quatre turbines d'eix vertical transformen l'energia potencial de l'aigua en energia cinètica rotacional que a través d'un eix vertical arriba fins als alternadors que generen l'electricitat. Cada generador té una potència d'11.150 kW el que fa en total 44.600 kW de potència 
Per poder transportar l'electricitat als llocs del consum a l'àrea de Barcelona, es va construir un dels parcs elèctrics més importants de l'època que elevaven la tensió de l'electricitat fins als 110.000 volts, que era la màxima tensió utilitzada a Europa a aquell temps.

### Campaments
Per allotjar treballadors i facilitar les tasques de disseny es van construir tres campaments al llarg del Canal, el primer dels tres a la mateixa ciutat de Lleida avui seu del Museu de l'aigua, un altre als voltants del pantà d'Utxesa i el tercer als voltants de la central.

## Història

### Introducció a la història de l'empresa constructora

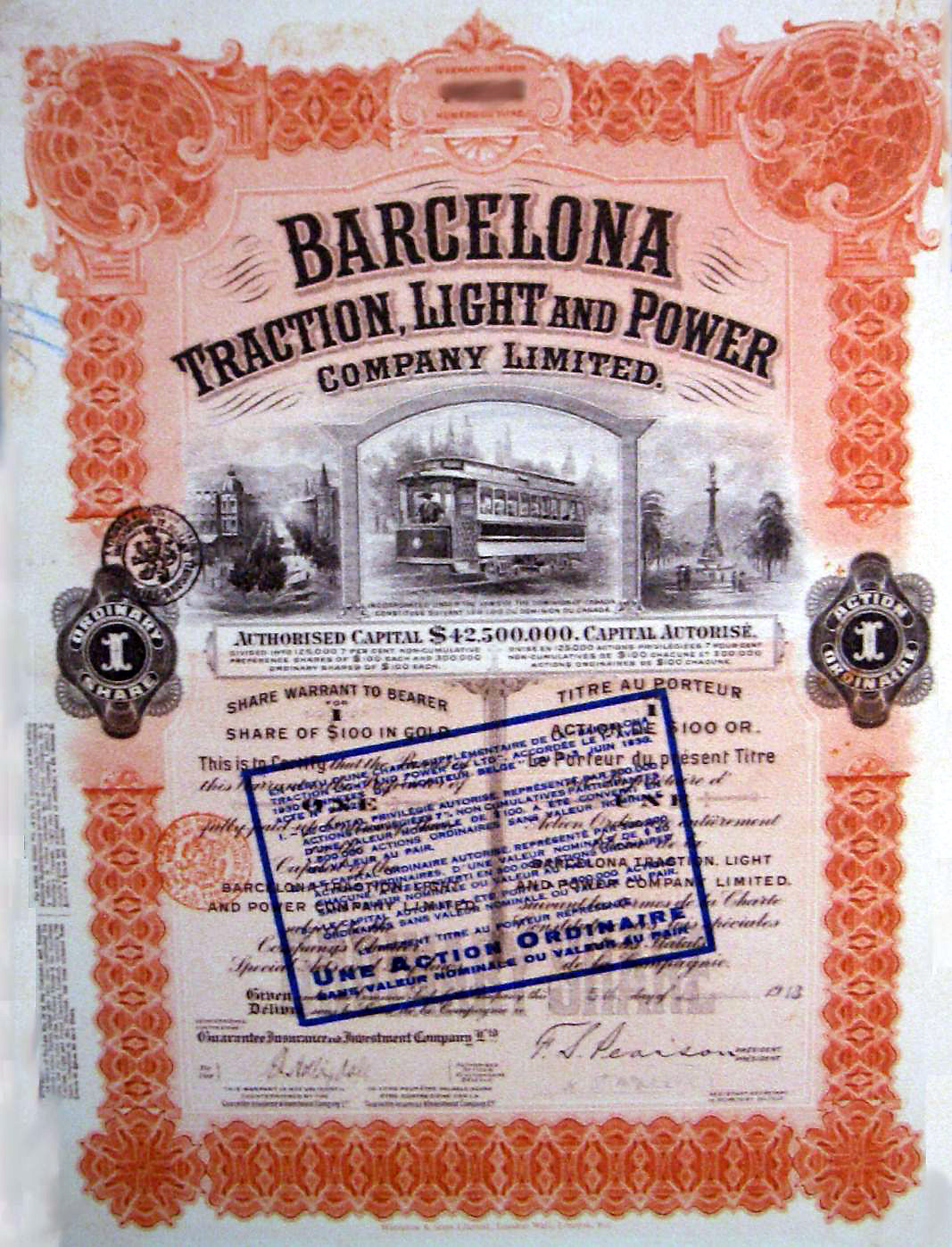
Reproducció d'un títol de la Companyia.

Els inicis del Canal de Seròs es remunten al 12 de setembre de 1911, a la ciutat de Toronto al Canadà. Allà, de la mà de l'enginyer nord-americà de naixement Fred Stark Pearson (1861 -1915), es van fundar dues empreses anomenades «Barcelona Traction» i «Riegos y Fuerza del Ebro» per a la producció i la distribució d'elèctricitat, sobretot a l'àrea metropolitana de Barcelona. Hi havia d'abastar l'enllumenat públic, els subministraments domèstics, els tramvies i la xarxa de ferrocarrils metropolitans.
Stark Pearson va començar per adquirir les societats Tramvies de Barcelona i la Companyia Barcelonina d'Electricitat.
Un cop aconseguit el mercat i per tal d'obtenir l'energia elèctrica que era menester per subministrar les seves empreses, va començar un ambiciós projecte d'aprofitament hidroelèctric a la zona del Prepirineu. El Canal Industrial de Seròs en formava una part. A més, va construir dues grans preses (Camarasa i Sant Antoni), per a produir energia i per garantir un cabal més o menys constant al llarg de l'any. Amb aquestes infraestructures es va constituir el primer sistema integrat d'embasaments i centrals construïts a Espanya.

### Història de la construcció
La construcció del canal va començar el 30 de novembre de 1912 i la primera turbina va començar a funcionar l'1 d'abril de 1914, per tant la construcció es va fer en un temps record. El 4 de juny del mateix any entrà en funcionament el segon grup; el 24 d'agost, el tercer, i el 23 de setembre la central hidroelèctrica ja treballa a ple rendiment amb quatre grups.

### Altres fets històrics
Hi ha dos entrebancs que aquesta infraestructura va haver de superar: el primer la Guerra Civil, durant la qual va ser utilitzat de trinxera i les columnes armades van aprofitar la fondària per a circular protegides del foc enemic.
El segon entrebanc va ser un greu incendi ocorregut el dia 1 de març de 1950. A causa d'aquest incendi la central va quedar molt afectada, com que l'edifici va quedar greument malmès i la maquinària parcialment destruïda. Per reprendre l'activitat i evitar nous incendis es va separar el parc de transformació de l'edifici de producció i el 7 de desembre de 1951, la central tornava a funcionar ple rendiment i amb més potència.
També cal esmentar les diferents riuades que ha patit, sobretot la resclosa de derivació. La més important és la del mes d'octubre de 1982, quan el cabal del riu Segre va enregistrar un desguàs de 3100 m³/s.

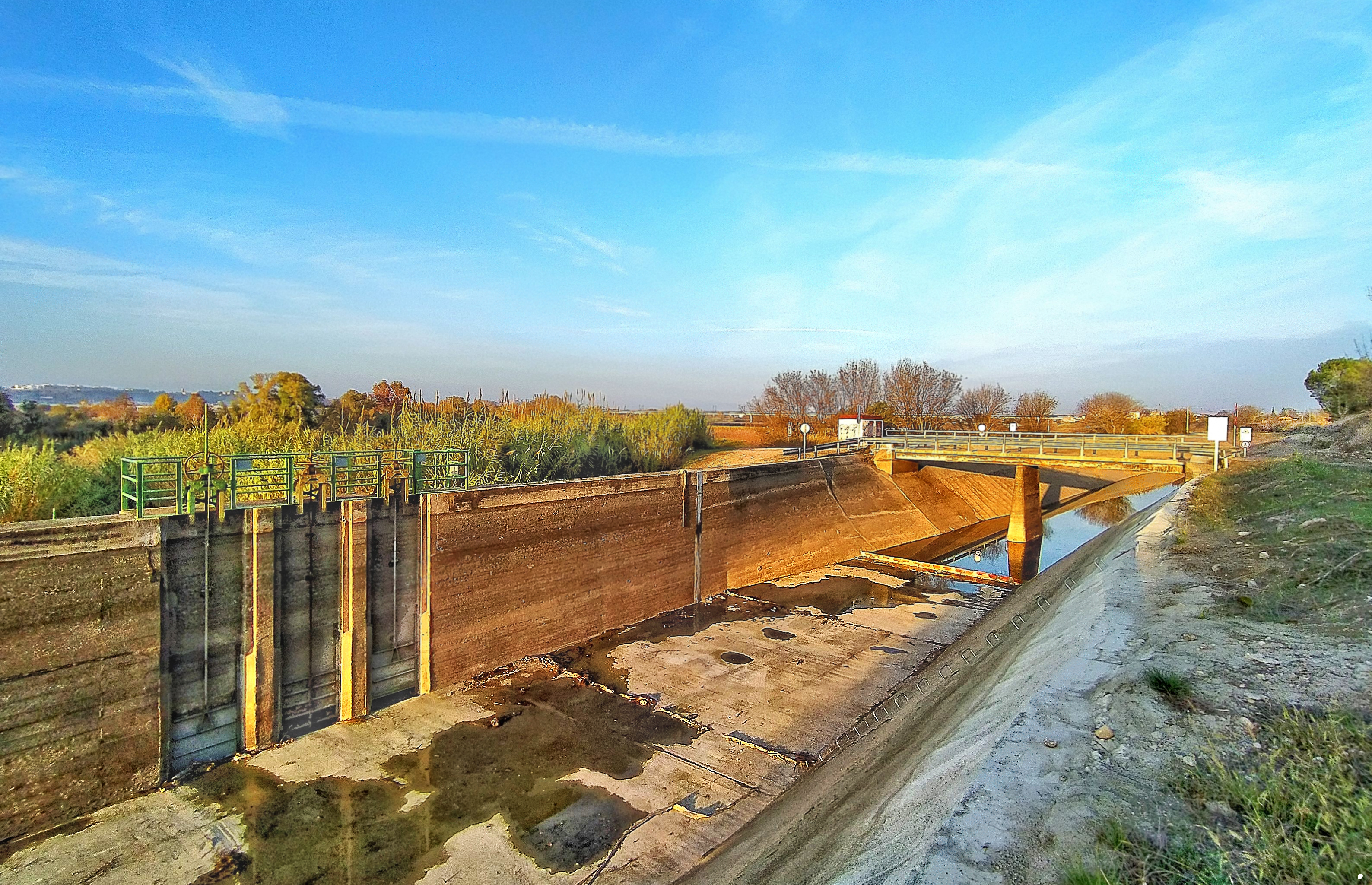
Canal de Serós (Albatàrrec-Lleida)